# Siergiej Sachnowski
Siergiej Juljewicz Sachnowski, ros. Сергей Юльевич Сахновский (ur. 15 maja 1975 w Moskwie) – rosyjski łyżwiarz figurowy reprezentujący Izrael, startujący w parach tanecznych z Galit Chait. 3-krotny uczestnik igrzysk olimpijskich w: Nagano (1998), Salt Lake City (2002) i Turynie (2006), brązowy medalista mistrzostw świata (2002), medalista zawodów z cyklu Grand Prix, mistrz (1993) i wicemistrz świata juniorów (1994), 9-krotny mistrz Izraela (1996–1998, 2000–2005). Zakończył karierę amatorską w 2007 roku.

## Osiągnięcia

### Z Galit Chait (Izrael)
| Zawody                        | 95–96          | 96–97          | 97–98          | 98–99          | 99–00          | 00–01          | 01–02          | 02–03          | 03–04          | 04–05          | 05–06          |                |                |                |                |                |                |
| Międzynarodowe                | Międzynarodowe | Międzynarodowe | Międzynarodowe | Międzynarodowe | Międzynarodowe | Międzynarodowe | Międzynarodowe | Międzynarodowe | Międzynarodowe | Międzynarodowe | Międzynarodowe | Międzynarodowe | Międzynarodowe | Międzynarodowe | Międzynarodowe | Międzynarodowe | Międzynarodowe |
| ----------------------------- | -------------- | -------------- | -------------- | -------------- | -------------- | -------------- | -------------- | -------------- | -------------- | -------------- | -------------- | -------------- | -------------- | -------------- | -------------- | -------------- | -------------- |
| Igrzyska olimpijskie          |                |                | 14             |                |                |                | 6              |                |                |                | 8              |                |                |                |                |                |                |
| Mistrzostwa świata            | 23             | 18             | 14             | 13             | 5              | 6              | 3              | 6              | 7              | 6              | 6              |                |                |                |                |                |                |
| Mistrzostwa Europy            |                | 14             | 12             | 10             | 6              | 5              | 5              | 6              | 5              | 4              | 5              |                |                |                |                |                |                |
| GP Finał Grand Prix           |                |                |                |                |                | 4              | 5              | 5              |                | 4              | 4              |                |                |                |                |                |                |
| GP Bofrost Cup on Ice         |                |                | 7              | 5              |                |                |                | 2              |                |                |                |                |                |                |                |                |                |
| GP Cup of China               |                |                |                |                |                |                |                |                |                | 2              | 2              |                |                |                |                |                |                |
| GP NHK Trophy                 |                |                | 7              |                | 5              |                |                | 3              | 3              |                |                |                |                |                |                |                |                |
| GP Cup of Russia              |                | 7              |                |                |                | 3              | 2              |                | 3              |                | 2              |                |                |                |                |                |                |
| GP Skate America              |                |                |                |                |                | 4              | 2              | 4              |                | 2              |                |                |                |                |                |                |                |
| GP Skate Canada International |                |                |                |                |                | 2              | 2              |                | 4              | 3              |                |                |                |                |                |                |                |
| GP Trophée Lalique            |                |                |                | 5              | 6              |                |                |                |                |                |                |                |                |                |                |                |                |
| Memoriał Karla Schäfera       |                |                | 3              |                |                |                |                |                |                |                |                |                |                |                |                |                |                |
| Nebelhorn Trophy              | 9              |                |                |                |                |                |                |                |                |                |                |                |                |                |                |                |                |
| Lysiane Lauret Challenge      |                |                | 1              |                |                |                |                |                |                |                |                |                |                |                |                |                |                |
| Skate Israel                  | 6              | 2              | 1              | 1              | 1              |                |                |                | 1              |                | 1              |                |                |                |                |                |                |
| Igrzyska dobrej woli          |                |                |                |                |                |                | 2              |                |                |                |                |                |                |                |                |                |                |
| Krajowe                       |                |                |                |                |                |                |                |                |                |                |                |                |                |                |                |                |                |
| Mistrzostwa Izraela           | 1              | 1              | 1              |                | 1              | 1              | 1              | 1              | 1              | 1              |                |                |                |                |                |                |                |

### Z Jekatieriną Swiriną (Rosja)
| Zawody                                | 92–93          | 93–94          | 94–95          |                |                |                |                |                |                |                |                |                |                |                |                |                |                |
| Międzynarodowe                        | Międzynarodowe | Międzynarodowe | Międzynarodowe | Międzynarodowe | Międzynarodowe | Międzynarodowe | Międzynarodowe | Międzynarodowe | Międzynarodowe | Międzynarodowe | Międzynarodowe | Międzynarodowe | Międzynarodowe | Międzynarodowe | Międzynarodowe | Międzynarodowe | Międzynarodowe |
| ------------------------------------- | -------------- | -------------- | -------------- | -------------- | -------------- | -------------- | -------------- | -------------- | -------------- | -------------- | -------------- | -------------- | -------------- | -------------- | -------------- | -------------- | -------------- |
| Igrzyska dobrej woli                  |                |                | 3              |                |                |                |                |                |                |                |                |                |                |                |                |                |                |
| Międzynarodowe: Kategorie młodzieżowe |                |                |                |                |                |                |                |                |                |                |                |                |                |                |                |                |                |
| Mistrzostwa świata juniorów           | 1              | 2              |                |                |                |                |                |                |                |                |                |                |                |                |                |                |                |
| Olimpijski festiwal młodzieży Europy  | 2              |                |                |                |                |                |                |                |                |                |                |                |                |                |                |                |                |